# 海防博物館 (ポーランド)
ヘル海防博物館（ポーランド語: Muzeum Obrony Wybrzeża w Helu、頭字語 MOW）は、ポーランドの軍事都市ヘルにある博物館で、バルト海沿岸警備の歴史を伝える。2006年春に開館し、2009年2月27日付でポーランドの文化・国家遺産大臣ボグダン・ズドロイェフスキー（Bogdan Zdrojewski）より博物館施設として公認を受けている。設立にあたり「ヘルの友協会」の軍事記念碑部門が主導し、ヘル市長とヘル市当局の援助と支援を取り付けた。

## 展示構成
当館の展示は、旧ドイツ軍「Schleswig Holstein」の構築物を改築して複数の展示施設を設け、戦中の「Heliodor Laskowski」第4砲台もその一つである。
第二次世界大戦中の1940年、ここに406 mm口径砲3門（40,6_cm_Schnellladekanone_C/34）が配備される。開戦前、ドイツでH級戦艦用に製造されたものを転用したため「シュレースヴィヒ・ホルシュタイン」と名付けられた。試射後にヘルから撤去してフランス前線リンデマン砲台に転送。

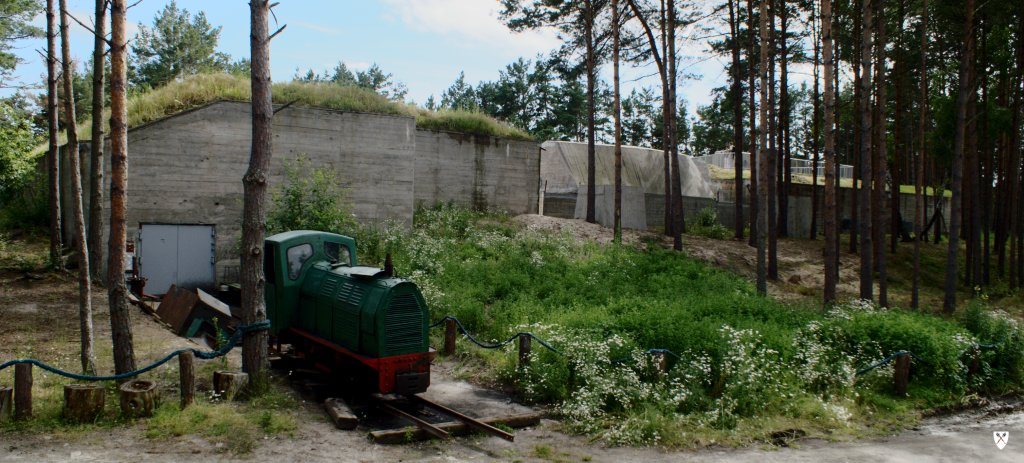
旧ドイツ海防軍シュレースヴィヒ・ホルシュタイン砲台（Schleswig-Holstein）

その406 mm口径砲は砲台に実戦配備された砲弾として世界最大である。大砲の砲弾であれば、同様のサイズはアイオワ級戦艦（アメリカ海軍）に搭載されたなどの例があり、さらに口径の大きな砲弾は旧日本海軍の装備品、旧ソビエト軍の列車砲2B1オカの他は試作品であった。
展示施設に入ると常設展示コーナーは15件超あり、軍事拠点としてのヘル要塞地帯が32日にわたって耐えた1939年の守備戦やポーランド海軍など、多数の展示品が歴史を語る。
順路に従うと、最初に防火管制塔の展示を見学する。内部は複数の階に分かれ、最上部に展望台を備える。2番目は砲台跡であり、カノン砲3門のうち2門は406 mm 砲を装填した。平屋建ての射撃陣地は巨大な砲台に加え、収容定員88名の兵舎区および弾薬区にはミサイル弾用と火薬用の倉庫が2箇所ずつ置かれている。

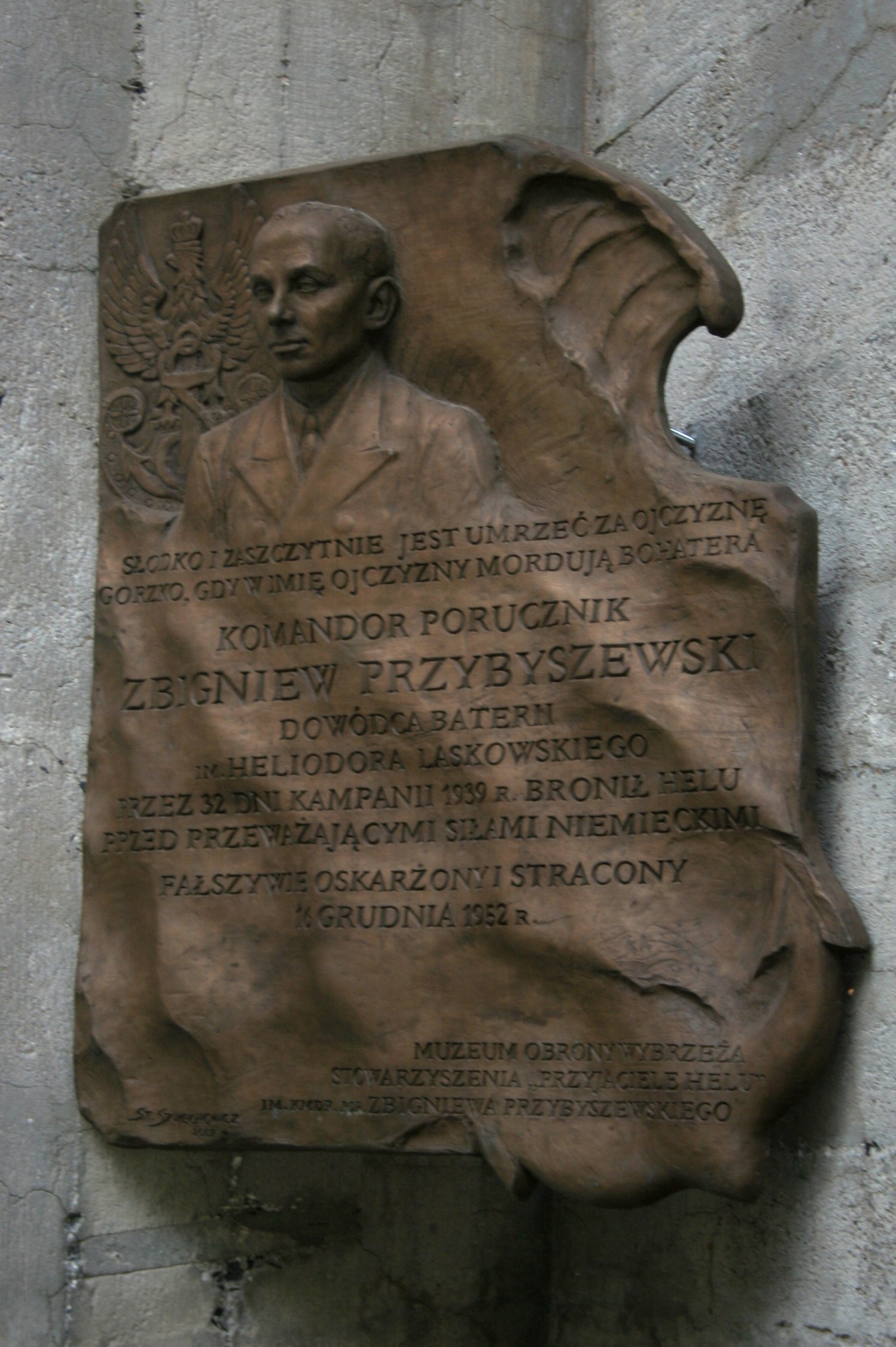
ズビグネフ・プシビシェフスキ司令官の銘板（Zbigniewa Przybyszewskiego）

海防博物館の理事会は2006 年11月11日、ポーランド独立記念日を記念してヘルの英雄的な擁護者だったズビグネフ・プシビシェフスキ司令官（Zbigniew Przybyszewski、1952年没）を讃え、海防博物館の名称を献名する決議を採択した。同司令官は戦争犯罪を裁いたスターリン主義軍事法廷で無実のまま処刑された。

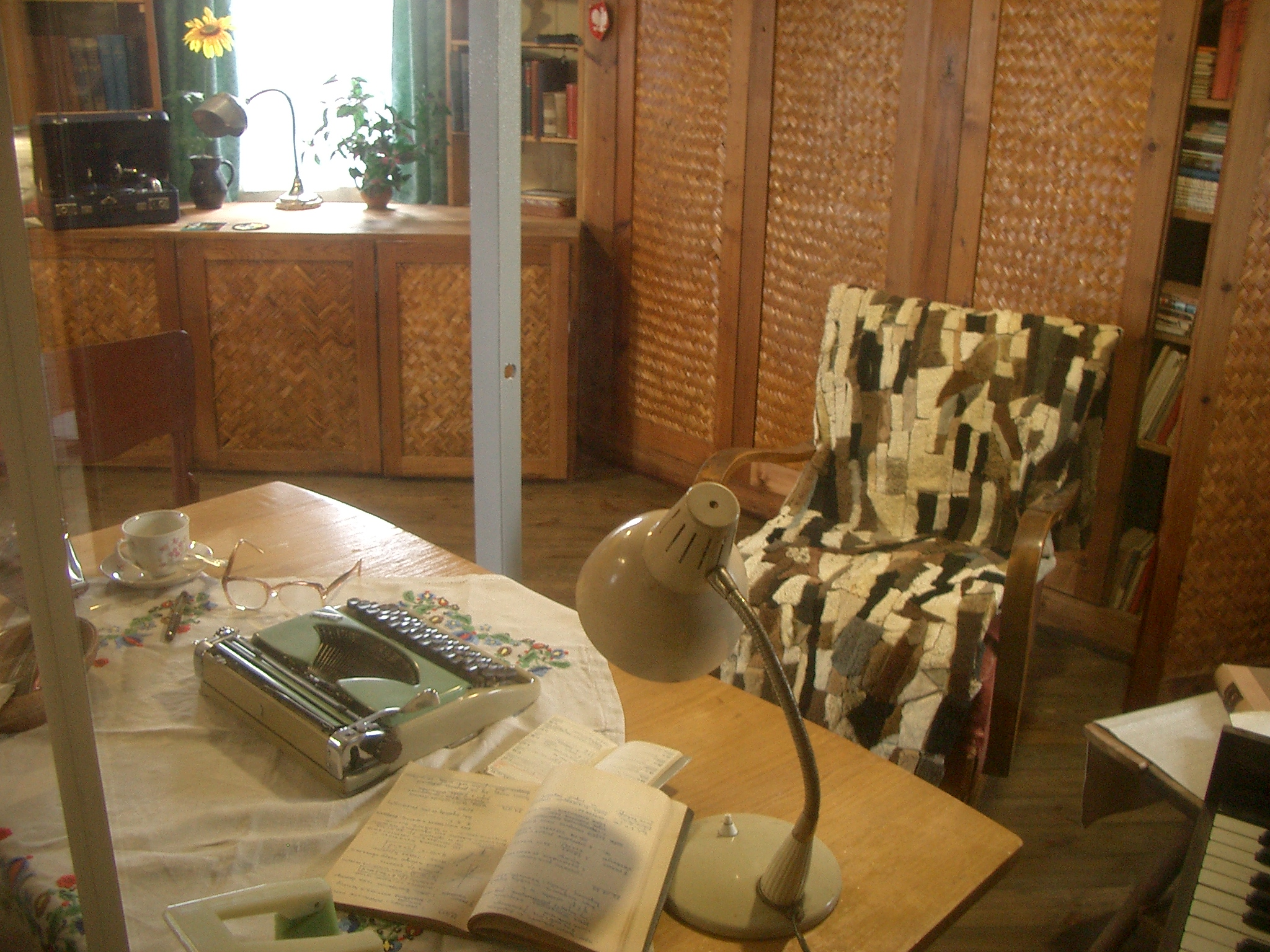
「第七天国」（Siódme niebo）カロル・ボーチャード作 Karola Borchardta

特筆に値する展示品は2008年開設の常設展示で、作家のカロル・オルギエルド・ボルチャード（Karol Olgierd Borchardt）が大尉時代に暮らした居室を再現して「第七天国」と題している。

### ヘル狭軌鉄道

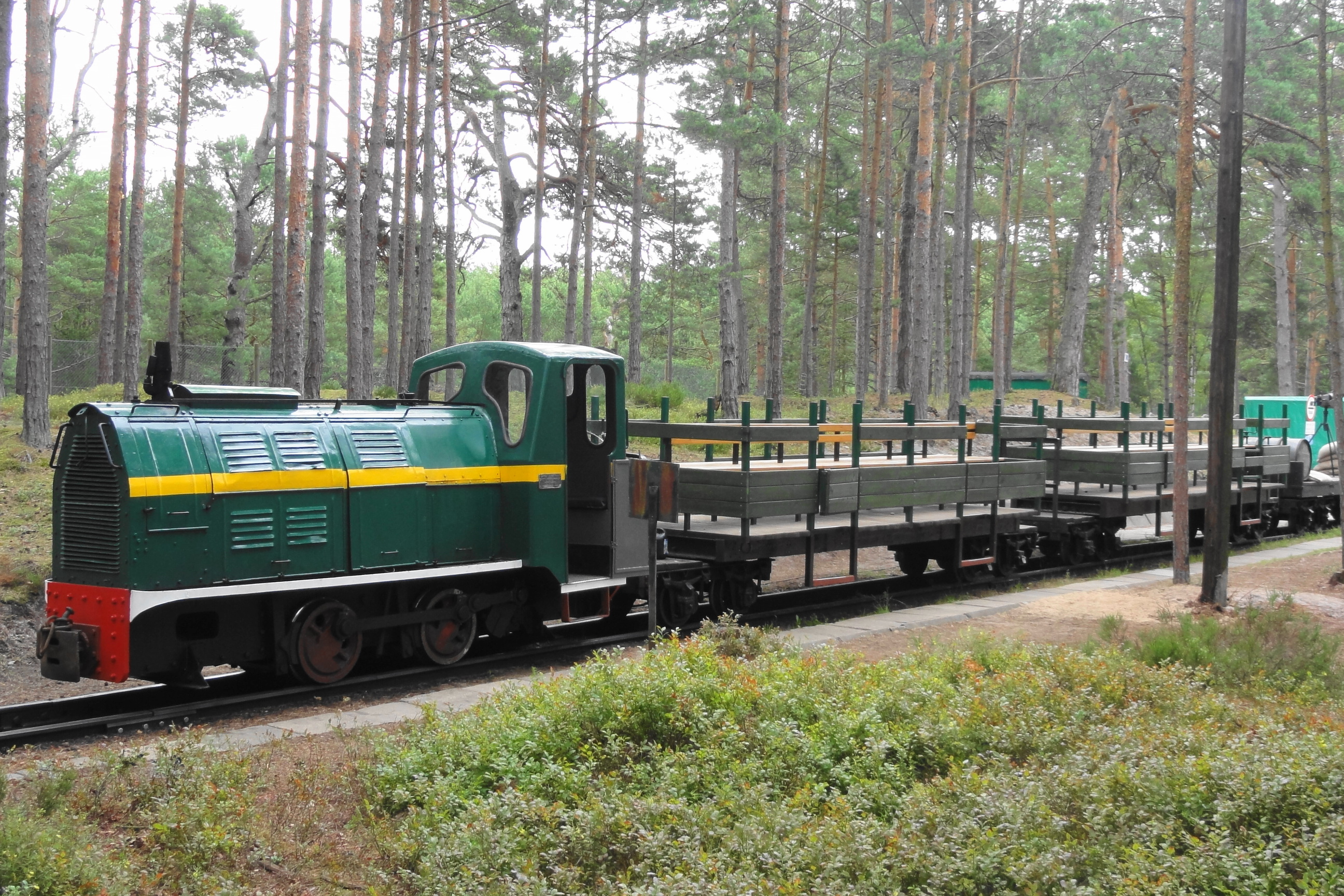

2009年5月1日にはブルーノ駅からセザール駅まで支線のヘル狭軌鉄道（ポーランド語）を開業、線路幅600mmの狭軌鉄道をかつてポーランド海軍が徴用した国内製WLs40機関車が牽引した。セザール駅は2013年5月1日にヘル鉄道博物館行きの2本目の支線を開通させ、旧弾薬庫まで全長700mを同型の機関車が運行した。
当館には2013年、旧406 mm シュレースヴィヒ・ ホルシュタイン砲台の最後の施設が移設された（製造順で6番目）。2013年には新部門「ヘル鉄道博物館」を開設し、建物は同砲台の旧弾薬庫に相当する.。
ヘル博物館複合施設の設立は、2017年1月1日付で「ヘル友の会」協会理事会が決定した。当館やヘル博物館（頭字語MH）やを中心に、ヘル鉄道博物館（MKH）、H・ラスコウスキー大隊駅（HL）、さらに当館付属の保存ワークショップも含む。
ヘル料金所の手前に位置し、目の前に踏切がある。県道216号線沿いの自動車用駐車場が利用できる。

## ギャラリー

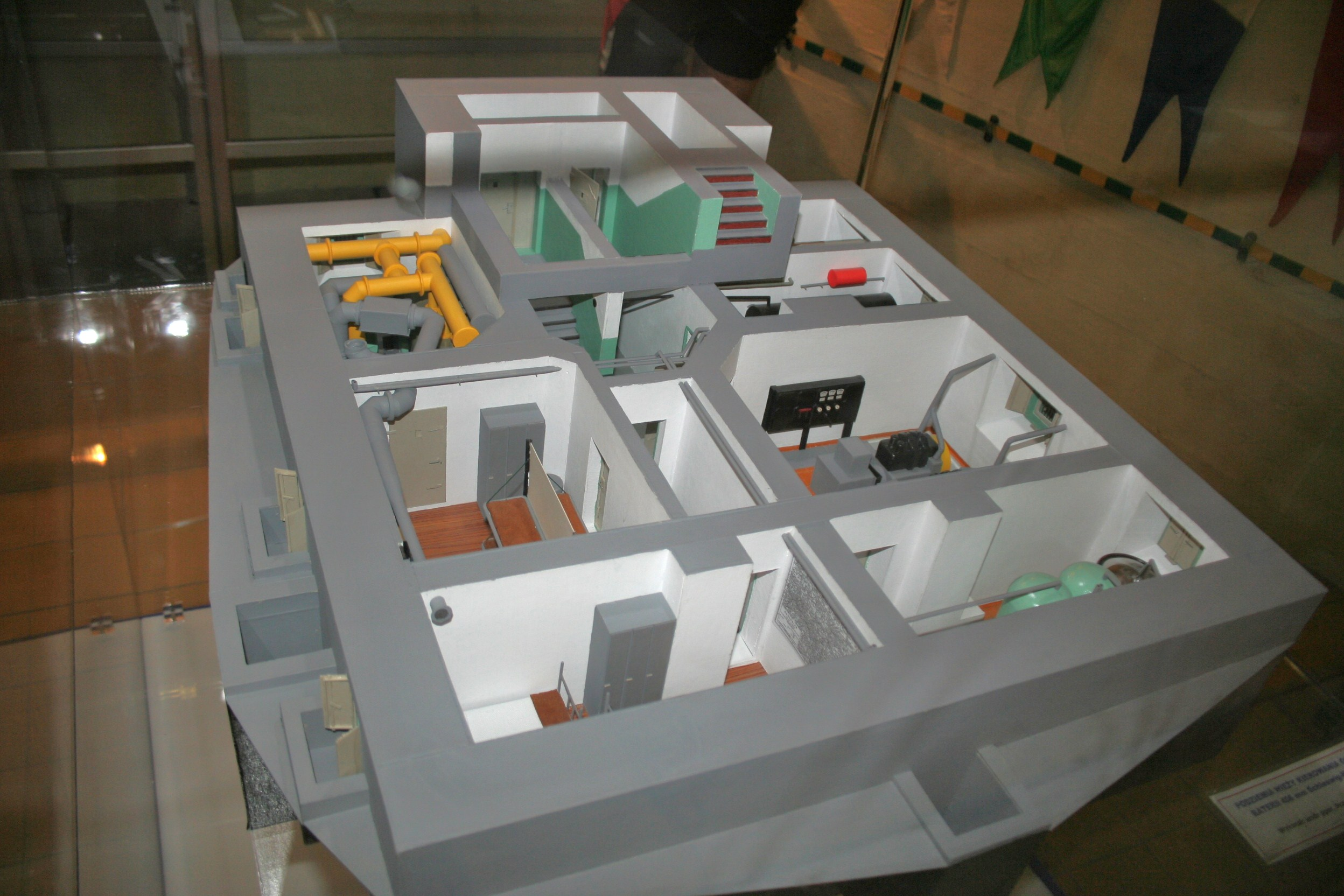
館内の模型
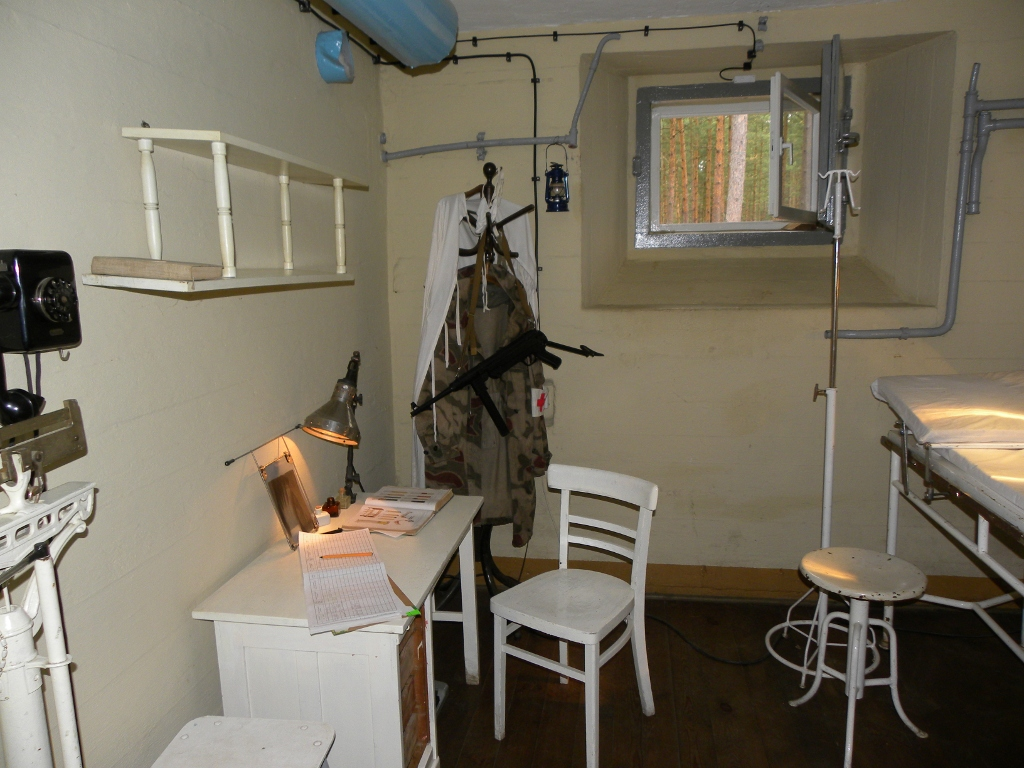
壕内の診療所（再現）
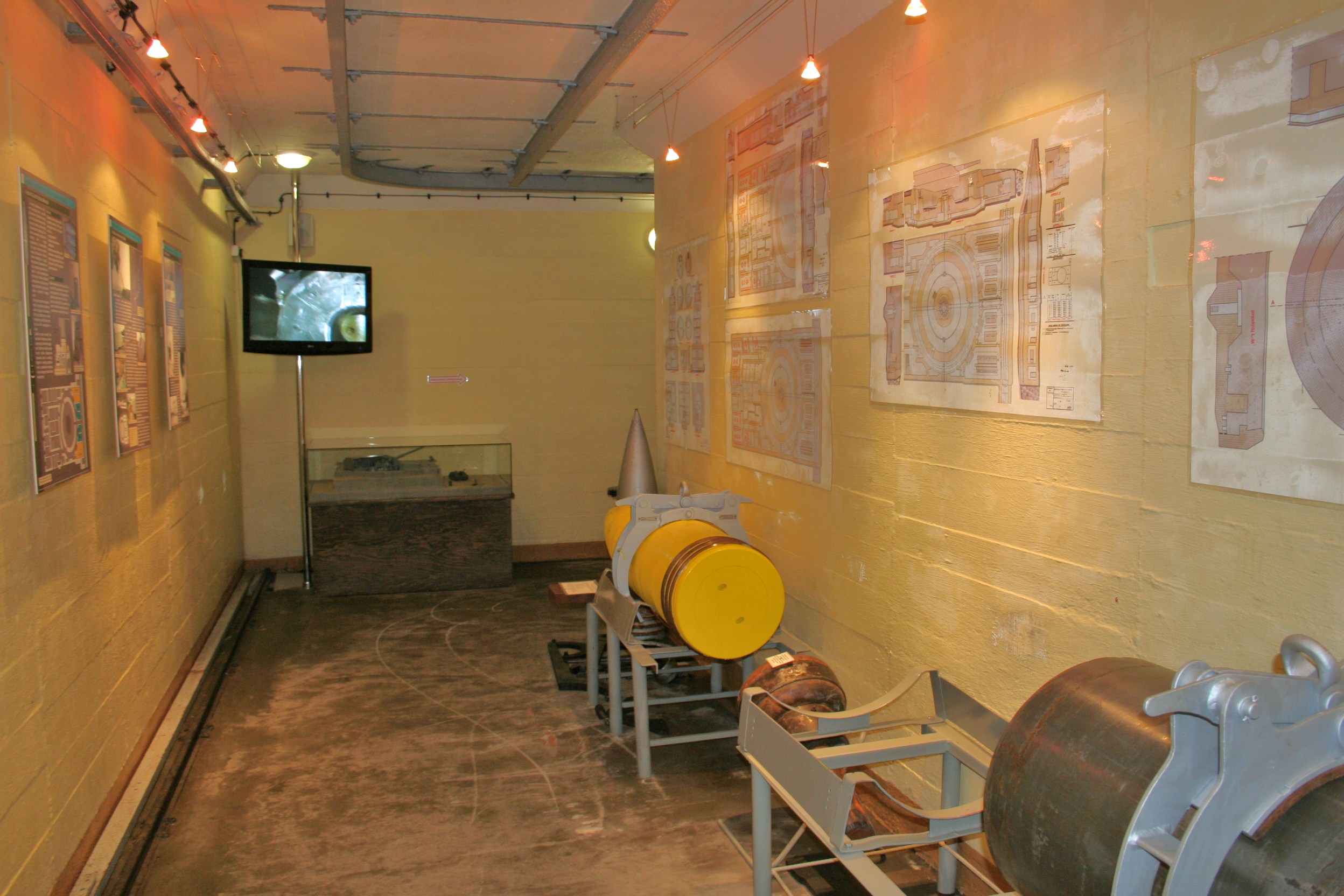
406ミリ砲（画面中央）
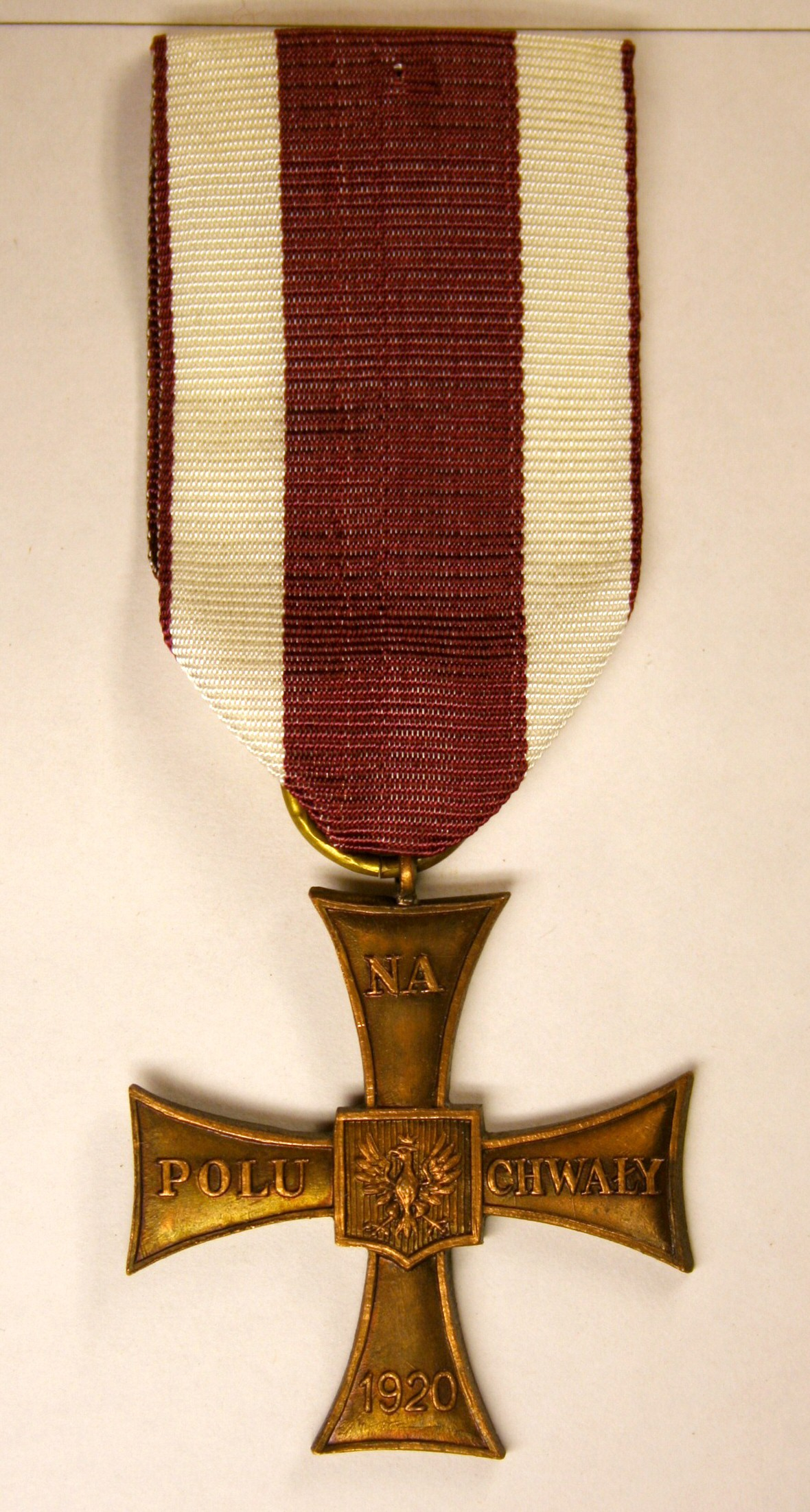
ポーランド軍の勲章「勇気の十字架」章（Cross of Valour（英語））
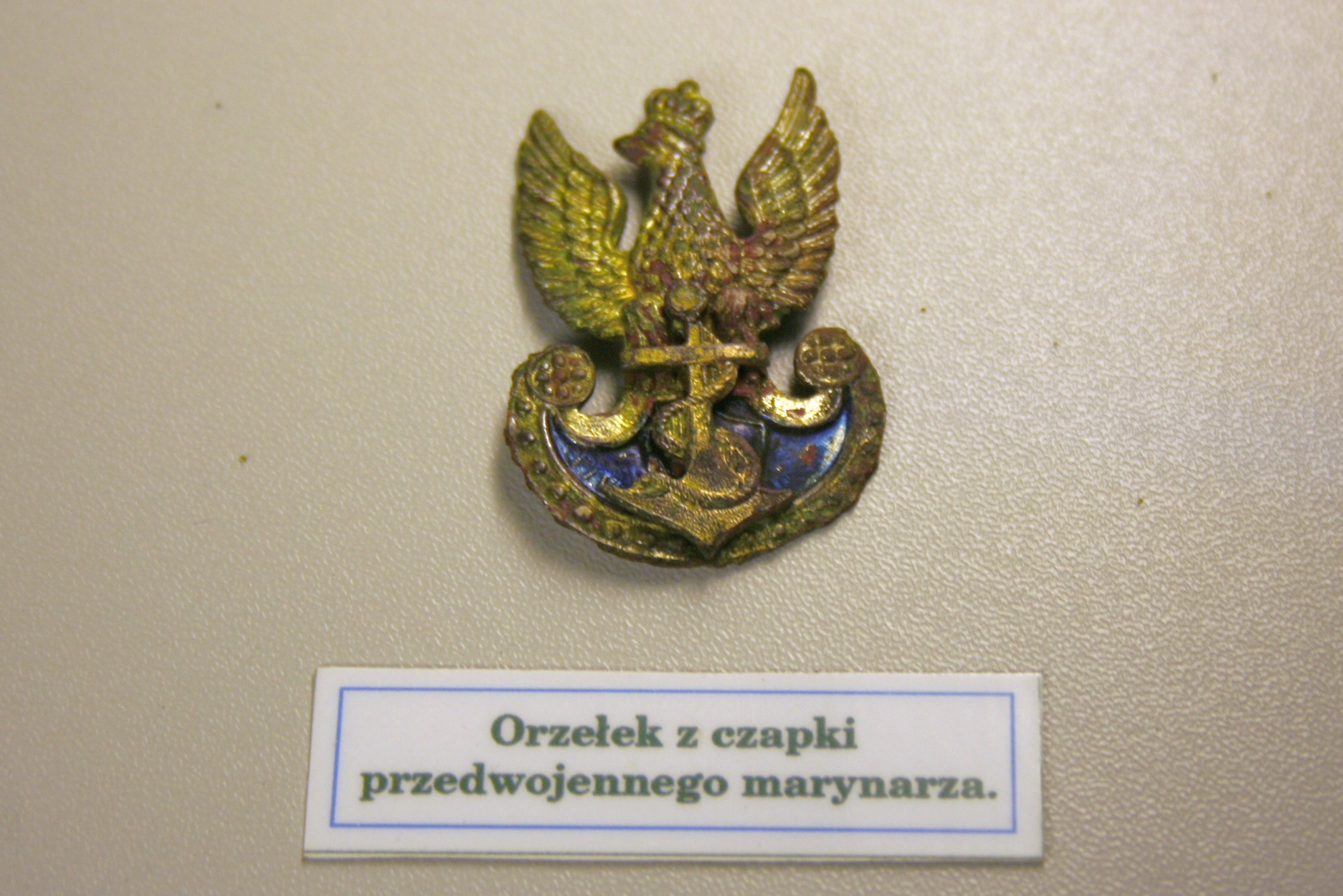
戦前の海軍鷲帽章
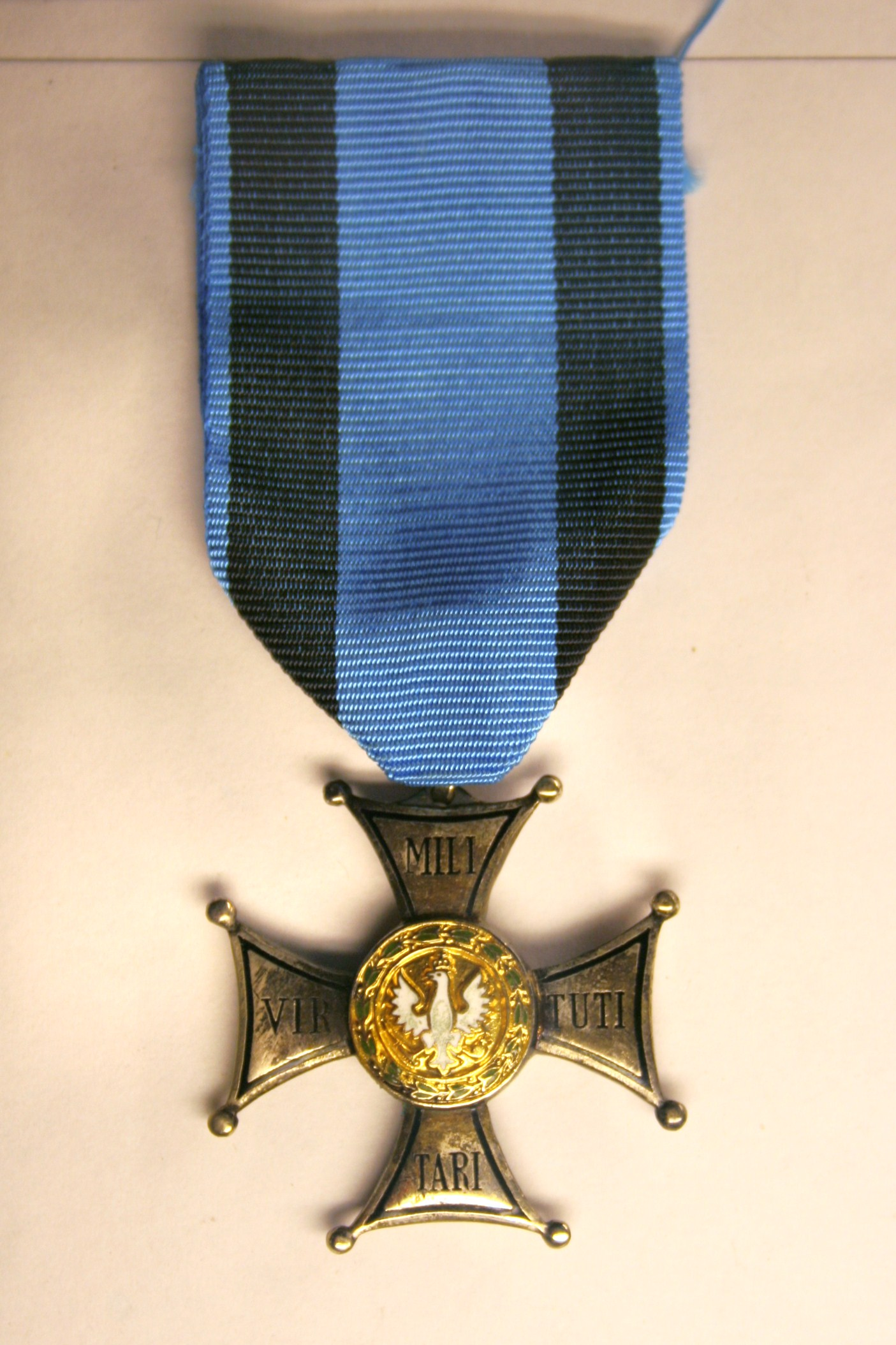
収蔵品
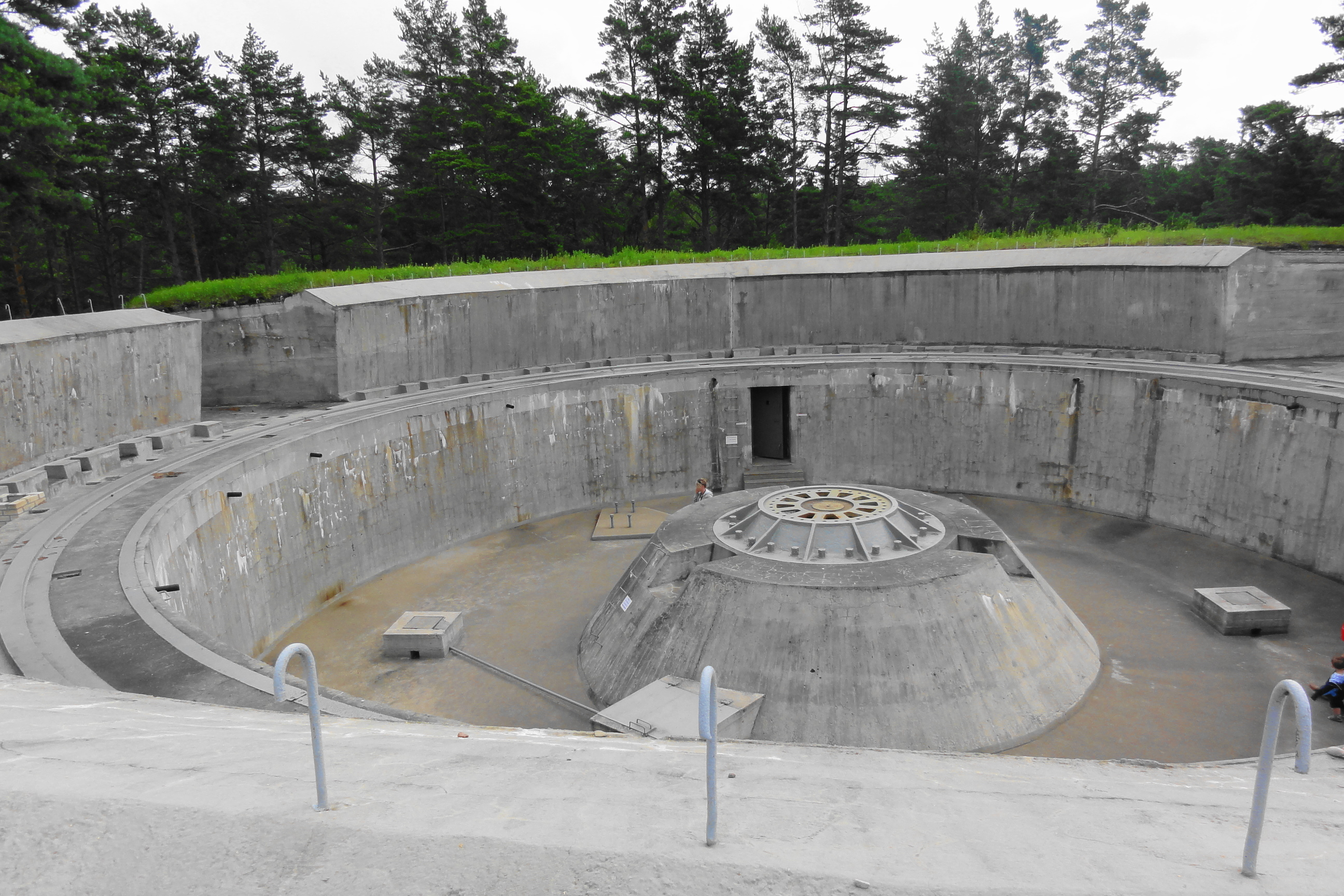
砲台跡
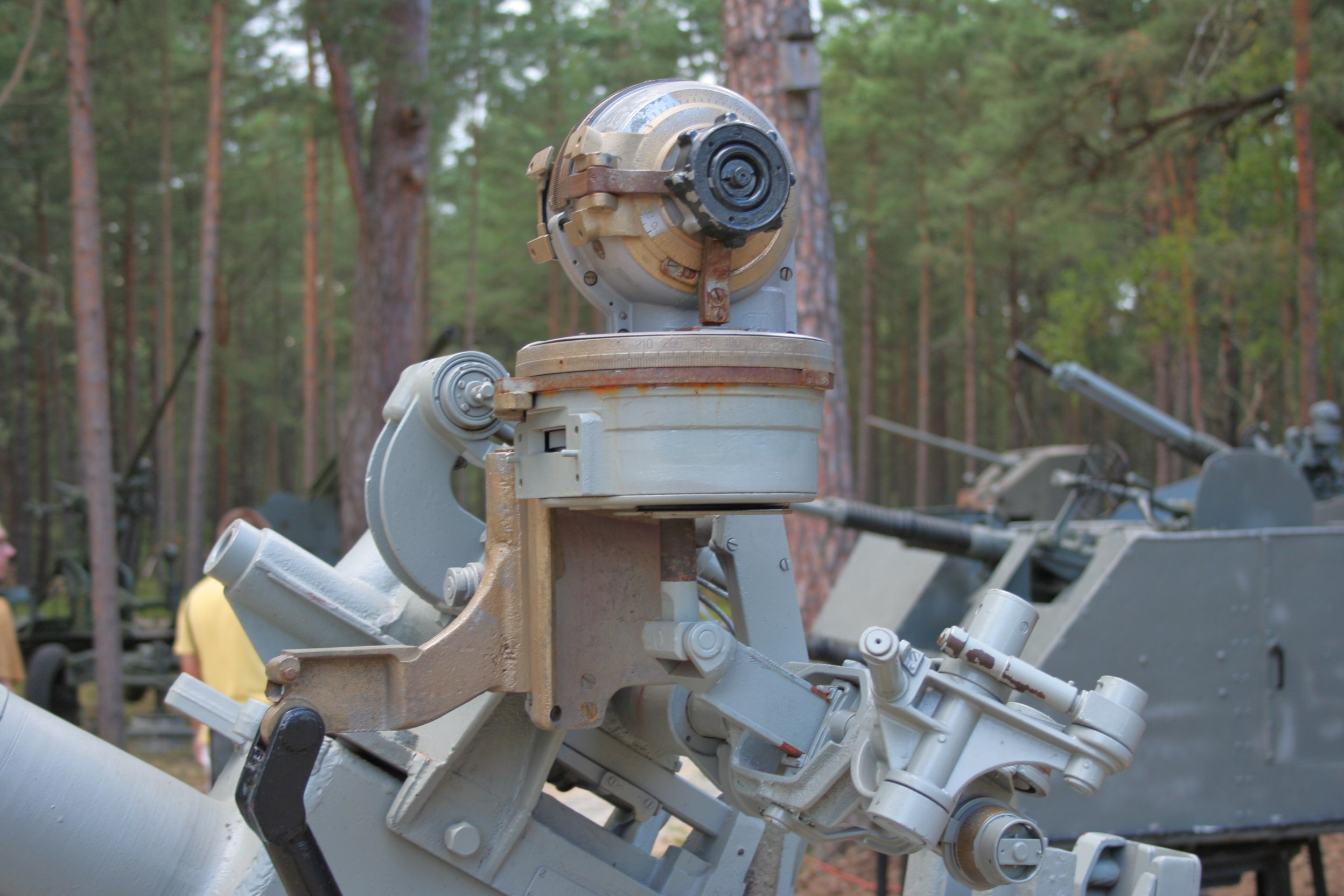
野外の展示資料
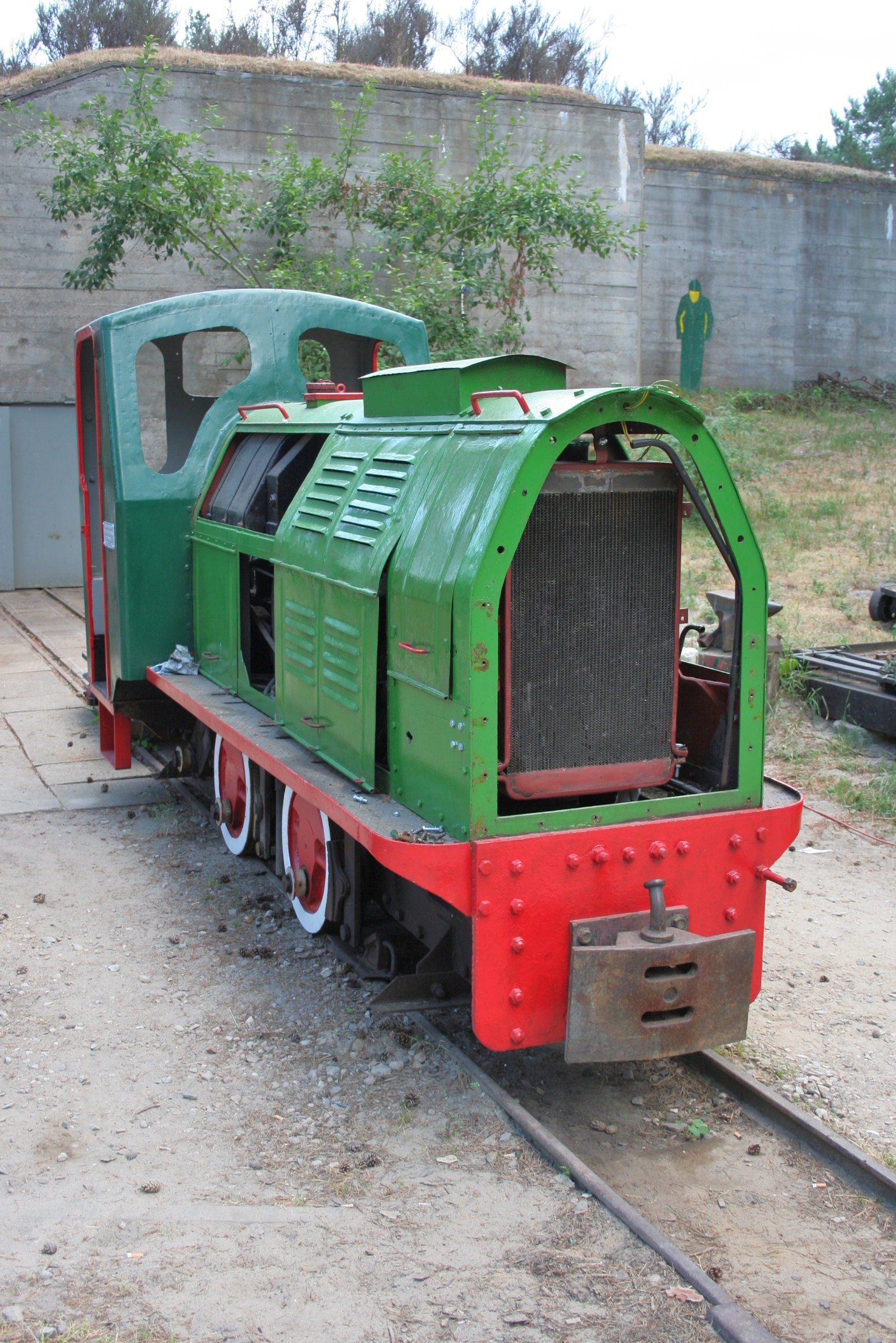
WL40/50 型ディーゼル機関車（狭軌）
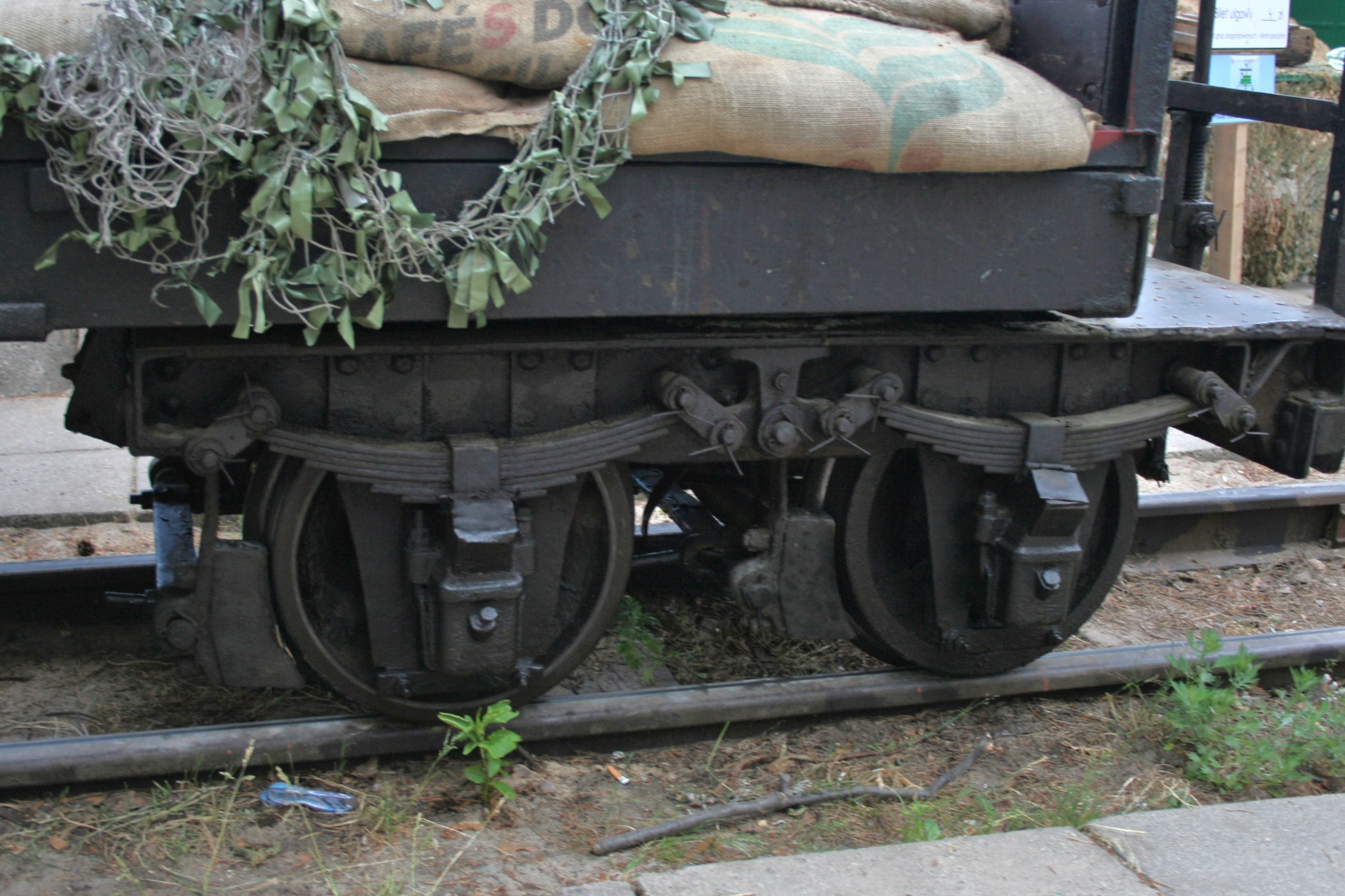
敷地内の狭軌貨車
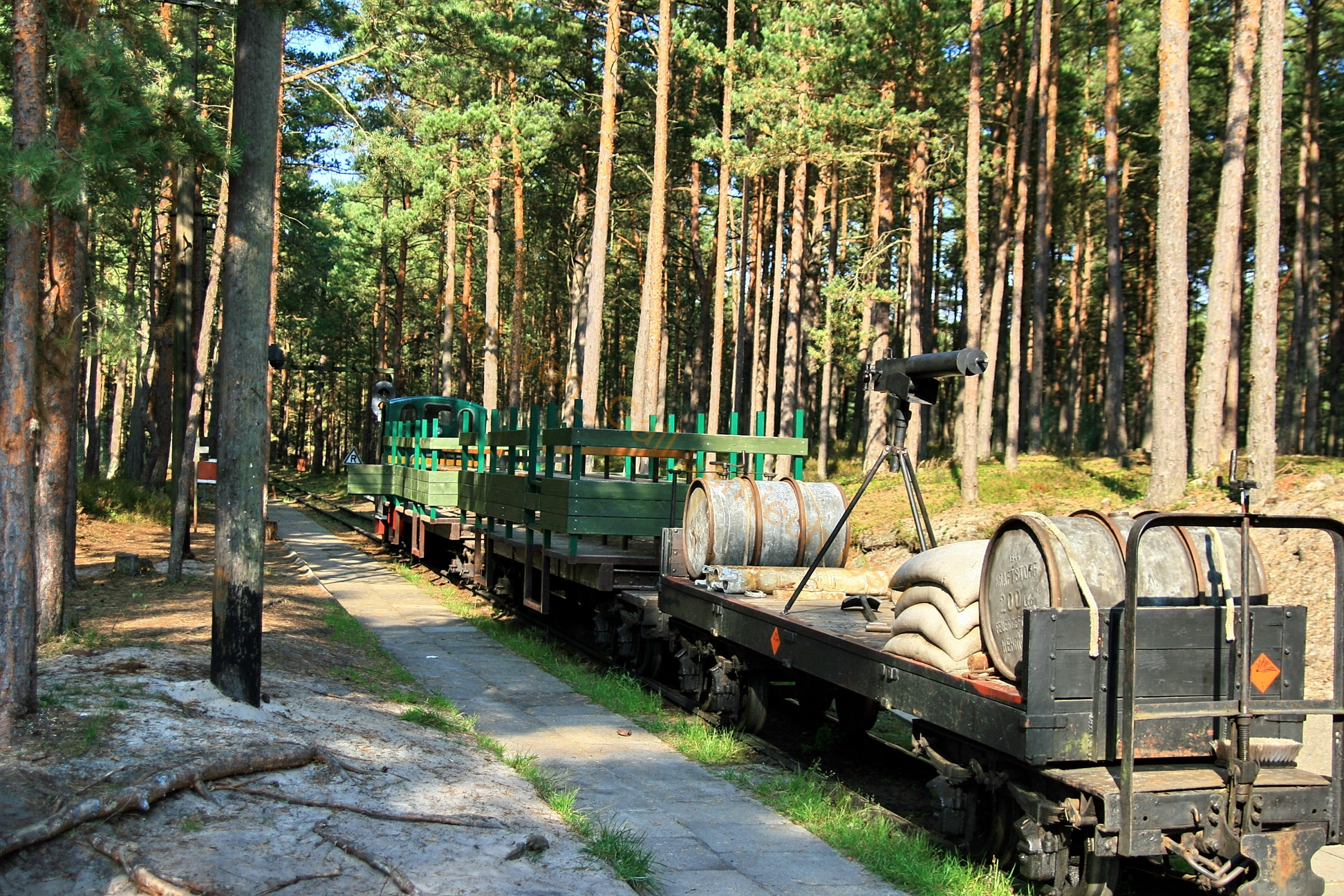